# Heikki Suomalainen
Heikki Suomalainen, född 26 januari 1917 i Helsingfors, död där 10 januari 1985, var en finländsk kemist.
Suomalainen blev agronomie och forst doktor 1948. Han anställdes 1941 vid Oy Alko Ab, var bolagets forskningschef från 1958 och 1969–1982 industridirektör samt ställföreträdande generaldirektör från 1972. Han var 1949–1978 docent vid Helsingfors universitet och 1958–1985 vid Tekniska högskolan.
Suomalainen blev internationellt uppmärksammad för sin forskning om jäsningsprocessens kemi, cellstrukturen och ämnesomsättningen hos olika mikroorganismer, samt uppkomsten av aromämnen och deras egenskaper. Han författade cirka 300 vetenskapliga publikationer, och innehade ett flertal framträdande förtroendeuppdrag inom kemistsammanslutningar både i hemlandet och utomlands. Han erhöll professors titel 1969 och utnämndes till  hedersdoktor vid Berlins universitet 1974.
Han var bror till genetikern Esko Suomalainen.